# Ivano Fossati

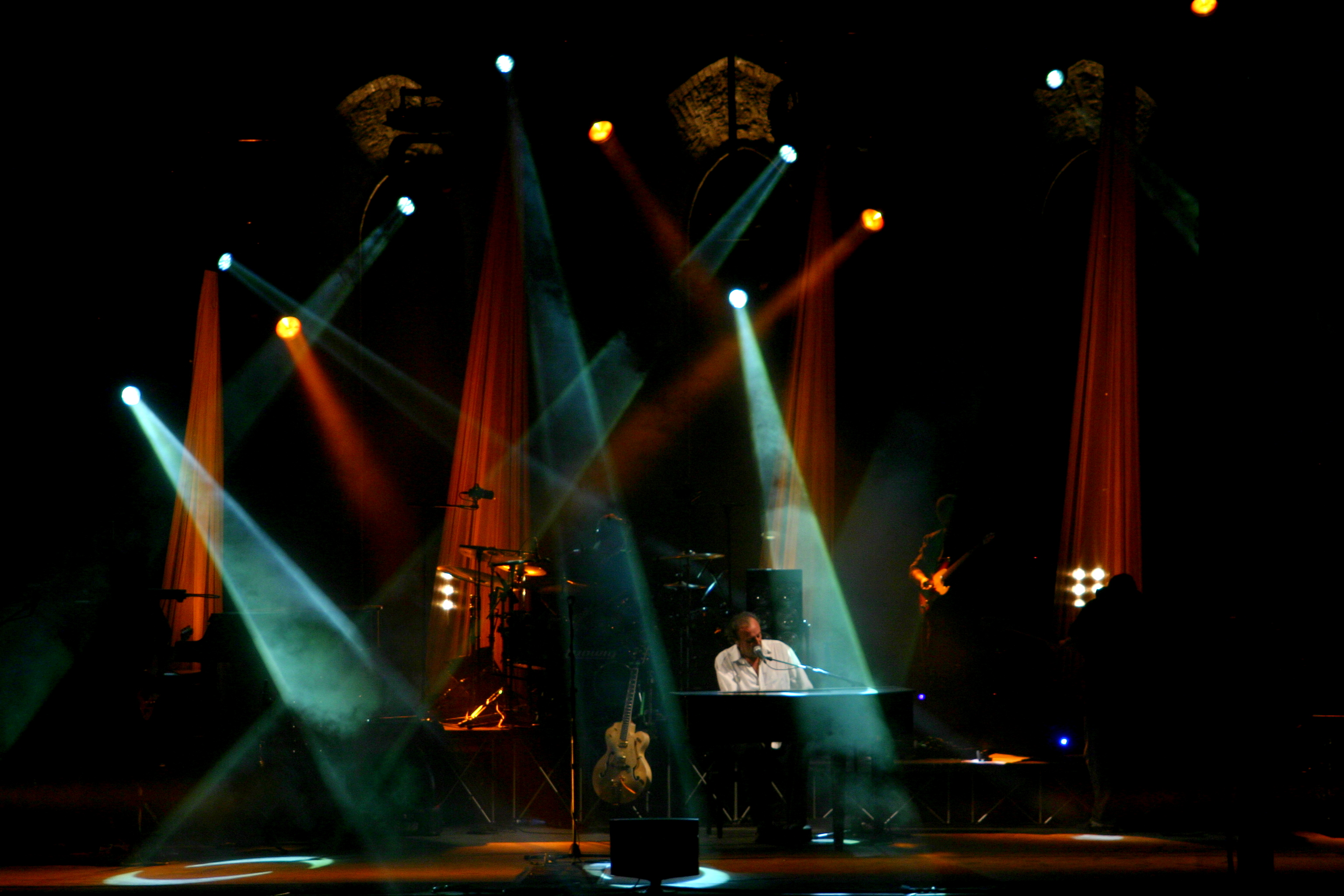
Ivano Fossati en 2009.

Ivano Alberto Fossati es un cantautor e instrumentista italiano, nacido en Génova el 21 de septiembre de 1951.

## Biografía
Ivano Fossati es uno de los músicos italianos más completos y cultos de la escena italiana, con una trayectoria artística muy articulada, reflejo de su inquieto carácter.
Estudia desde joven el piano, la guitarra, el melodeón y posteriormente la flauta travesera. En los años sesenta del siglo XX inicia sus primeras experiencias en conjuntos beat. En 1971 se incorpora al grupo Sagittari, que posteriormente se convertirán en los Delirium, grupo de progressive rock.
Con los Delirium participa en 1972 en el festival de San Remo, presentando el tema "Jesahel", con el que gana el premio para la mejor letra. Posteriormente abandona el grupo, y tras cumplir el servicio militar inicia en 1973 su carrera como solista y compositor.
En los años siguientes colabora (escribiendo canciones, letras y produciendo discos) con numerosos artistas de éxito como Anna Oxa, Mina, Patty Pravo, Mia Martini (con la que establece una relación sentimental), Loredana Bertè, Fiorella Mannoia y muchos otros.
En 1991 escribe, con su conciudadano Fabrizio De André dos letras en genovés para el álbum Le nuvole.
Su producción artística incluye también la escritura de relatos, la creación de bandas sonoras y música para el teatro.
Colaboró también en la composición de las canciones del álbum de Fabrizio de André Anime salve (1995).
En el año 2011 colabora con Laura Pausini en la canción Troppo tempo/Hace tiempo para el álbum Inédito.

## Discografía
- Dolce acqua (con los Delirium) 1971
- Il grande mare che avremmo attraversato 1973
- Poco prima dell'aurora con O. Prudente 1973
- Good bye Indiana 1975
- La casa del serpente 1977
- La mia banda suona il rock 1979
- Panama e dintorni 1981
- Le città di frontiera 1983
- Ventilazione 1984
- 700 giorni 1986
- La pianta del tè 1988
- Discanto 1990
- Lindbergh - Lettere da sopra la pioggia 1992
- Dal vivo - Vol. 1 Buontempo 1993
- Dal vivo - vol. 2 Carte da decifrare 1993
- Macramè 1996
- Time and silence (antología) - Canzoni a Raccolta 1998
- La Disciplina Della Terra 2000
- Not One Word 2001
- Lampo viaggiatore 2003
- Dal Vivo - Vol. 3 2004
- L'arcangelo 2006
- Musica moderna 2008
- Decadancing 2011

### Bandas sonoras para películas
- 1972 - Beati i ricchi, dirigida por Salvatore Samperi
- 1994 - Il toro, dirigida por Carlo Mazzacurati
- 1998 - L'estate di Davide, dirigida por Carlo Mazzacurati
- 2000 - La lingua del santo, dirigida por Carlo Mazzacurati
- 2002 - A cavallo della tigre, dirigida por Carlo Mazzacurati
- 2008 - Caos calmo, dirigida por Antonello Grimaldi